# كاستل سان جوفاني
كاستل سان جوفاني (بالإيطالية: Castel San Giovanni)‏ هي بلدية في مقاطعة بياتشنزا في إقليم إميليا رومانيا الإيطالي.

## السكان
في سنة 1861 بلغ عدد السكان 7٬684 نسمة، وتطور العدد ليصل في سنة 2011 لـ 13٬629 نسمة.
يظهر هذا المخطط البياني تطور النمو السكاني لـ كاستل سان جوفاني

## أعلام
- أندريا مولينيلي
- لوكا سولاري